# Peter Pans silverstjärna
Peter Pans silverstjärna eller Silverstjärnorna är ett svenskt barnlitteraturpris som utdelas årligen av IBBY Sverige. Priset består av ett diplom som går till upphovsmannen, till översättaren samt till det svenska förlaget.

## Pristagare

### 2000
- Niki Daly: Kwela Jamela, Afrikas drottning (bilderbok)
- Paul Maar: En vecka full med lördagar (barnbok)
- Louis Sachar: Ett hål om dagen (ungdomsbok)

### 2001
- Brigitte Minne och Anne Westerduin: Emma och kritprinsessan (bilderbok)
- Sylvia Vanden Heede: Räv och hare (barnbok)
- Uri Orlev: Ön i fågelgatan (ungdomsbok)

### 2002
- Sarah Withrow: Fladdermussommar

### 2003
- Jutta Bauer: Morfars ängel (bilderbok)
- Cornelia Funke: Tjuvarnas herre (barnbok)
- Bali Rai: (O)planerat bröllop (ungdomsbok)

### 2004
- John Kilaka: Färsk fisk (bilderbok)
- Mary Hoffman: Stravaganza: maskernas stad
- Randa Ghazy: Drömmen om Palestina

### 2005
- Ramona Badescu: Pomelo är kär
- Bali Rai: Rani & Sukh

### 2006
- Guus Kuijer: Med mej är allt okej
- Eric Maddern (text) och Paul Hess (bild): Döden i ett nötskal

### 2007
- Toon Tellegen och Marit Törnqvist: Pikkuhenki - en berättelse om en mycket liten häxa (bilderbok)
- Kristin Steinsdóttir och Solveig Thorgeirsdóttir: Ängeln i trapphuset

### 2008
- Graciela Montes: Otroso: senaste nytt från underjorden
- David Conway och Jude Daly: Lila och regnets hemlighet (bilderbok)

### 2009
- Hermann Schulz (text) och Tobias Krejtschi (bild): Finurliga Mama Sambona (bilderbok)
- Alice Veira och Ana Biscaia: Honungsblomma

### 2010
- Rintaro Uchida och Shigeo Nishimura: Spöktåget (bilderbok)
- Linzi Glass: Rubinröd (ungdomsbok)

### 2011
- John Kilaka: Förtrollad frukt
- Meshack Asare: Fredens trummor

### 2012
- Ruta Sepetys: Strimmor av hopp
- Choi Sukhee: Jordbarn, himmelsbarn

### 2013
- Janne Teller: Om det var krig i Norden
- Levi Pinfold: Djangon

### 2015
- Karen och Wheatley Legget Abouraya: Malala – orden är hennes vapen
- Ana Maria Machado och Hélène Moreau: Wow vilket kalas!

### 2016
- Prinsessan som inte tyckte om prinsar av Alice Brière-Haquet och Lionel Larcheveqque
- Stark som en björn av Katrin Stangl

### 2017
- Kanske ett äpple av Shinsuke Yoshitake. Översättning: Yukiko Duke
- Stopp! Ingen får passera! av Isabel Minhó Martins (text)  Bernardo P. Carvalho (bild). Översatt av Erik Titusson

### 2018
- Nattens mun av Cristino Wapichana (text) och Graça Lima (bild). Översättning: Helena Vermcrantz
- Den stora berättelsen om en liten linje av Serge Bloch. Översättning: Christo Burman

### 2019
- Paveen och buffertjejen av Siobhan Dowd (text) och Emma Shoard (bild) Översättning: Helena Ridelberg
- Är du min bror av Liu Hsu-Kung (text och bild). Översättning: Anna Gustafsson Chen

### 2022
- Katten som inte hade något namn av Fumiko Takeshita och Naoko Machida. Översättning: Mariko Takahashi
- Emilia och pojken från havet av Annet Schaap. Översättning: Per Holmer

### 2023
- Maja och hennes vänner av Larysa Denysenko och Masha Foya. Översättning: David Szybek
- Dagen då allt gick snett av Véronique Massenot och Stéphane Nicolt. Översättning: Elin Svahn

### Fotnoter
1. ↑  ”Peter Pans silverstjärna”. Ibby.se. http://ibby.se/priserutmarkelser/peter-pan-priset/. Läst 7 juni 2012.